# Spintherobolus
Spintherobolus és un gènere de peixos de la família dels caràcids i de l'ordre dels caraciformes.

## Taxonomia
- Spintherobolus ankoseion (Weitzman & Malabarba, 1999)[2]
- Spintherobolus broccae (Myers, 1925)[3][4]
- Spintherobolus leptoura (Weitzman & Malabarba, 1999)[5]
- Spintherobolus papilliferus (Eigenmann, 1911)[6][7][8][9][10][11][12]